# Iuliu Vida
Iuliu Vida (n. 1 ianuarie 1932, Șimleu Silvaniei, jud. Sălaj) a fost un deputat român în legislaturile 1990-1992, 1992-1996, 1996-2000 și 2000-2004, ales în județul Sălaj pe listele partidului UDMR. În legislatura 1990-1992, Iuliu Vida a fost membru în grupurile parlamentare de prietenie cu Japonia și Statul Israel. În legislatura 1996-2000, Iuliu Vida a fost membru în grupurile parlamentare de prietenie cu Republica Libaneză și Republica Guineea iar în legislatura 2000-2004, a fost membru în grupurile parlamentare de prietenie cu Republica Finlanda și Republica Federală Germania.